# ATP Finals 2024 – Dublu
Finala ATP 2024 la dublu masculin a avut loc la mijlocul noiembrie 2024. Rajeev Ram și Joe Salisbury au fost dubli campioni în exercițiu, dar nu s-au calificat în acest an.
Kevin Krawietz și Tim Pütz au câștigat titlul la dublu la Finala ATP 2024, învingându-i pe Marcelo Arévalo și Mate Pavić în finală, cu 7–6(7–5), 7–6(8–6). Ei au devenit primul duo complet german care au câștigat în istoria ATP Finals, precum și primul duo exclusiv german care a ajuns în semifinale și finală Ei au devenit, de asemenea, primii favoriți nr. 8 care au ajuns în finală și au câștigat titlul de când a fost introdusă repartizarea pe locuri în proba de dublu, în 1995.
În vârstă de 44 de ani și 8 luni, Rohan Bopanna a devenit cel mai în vârstă jucătoar care a câștigat un meci la ATP Finals, cu victoria sa împotriva lui Krawietz și Pütz în ultimul meci round-robin.
Andrea Vavassori, Max Purcell, Jordan Thompson și Henry Patten și-au făcut debutul în competiția de dublu.

## Capi de serie
1. Marcelo Arévalo /  Mate Pavić (finală)
2. Marcel Granollers /  Horacio Zeballos (round robin)
3. Wesley Koolhof /  Nikola Mektić (round robin)
4. Simone Bolelli /  Andrea Vavassori (round robin)
5. Max Purcell /  Jordan Thompson (semifinale)
6. Rohan Bopanna /  Matthew Ebden (round robin)
7. Harri Heliövaara /  Henry Patten (semifinale)
8. Kevin Krawietz /  Tim Pütz (campioni)

## Rezerve
1. Nathaniel Lammons /  Jackson Withrow (nu au jucat)
2. Máximo González /  Andrés Molteni (nu au jucat)

## Tabloul principal

#### Explicația simbolurilor
- Q = calificare
- WC = Wild card
- LL = Lucky loser
- Alt = înlocuitor
- SE = scutire specială
- PR = clasament protejat
- ITF = calificat prin clasament ITF
- JE = junior scutit
- w/o = victorie fără opoziție
- r = retras
- d = descalificat

### Finală
|  | Semifinale | Semifinale                    | Semifinale | Semifinale                 | Semifinale |   |    | Finală                  | Finală | Finală | Finală | Finală |  |
|  |            |                               |            |                            |            |   |    |                         |        |        |        |        |  |
|  | 8          | Kevin Krawietz Tim Pütz       | 2          | 6                          | [11]       |   |    |                         |        |        |        |        |  |
|  | 8          | Kevin Krawietz Tim Pütz       | 2          | 6                          | [11]       |   |    |                         |        |        |        |        |  |
|  | 5          | Max Purcell Jordan Thompson   | 6          | 3                          | [9]        |   |    |                         |        |        |        |        |  |
|  | 5          | Max Purcell Jordan Thompson   | 6          | 3                          | [9]        |   | 8  | Kevin Krawietz Tim Pütz | 7      | 78     |        |        |  |
|  |            |                               |            |                            |            |   | 8  | Kevin Krawietz Tim Pütz | 7      | 78     |        |        |  |
|  |            |                               | 1          | Marcelo Arévalo Mate Pavić | 65         | 6 |    |                         |        |        |        |        |  |
|  | 7          | Harri Heliövaara Henry Patten | 1          | Marcelo Arévalo Mate Pavić | 65         | 6 | 61 | 64                      |        |        |        |        |  |
|  | 7          | Harri Heliövaara Henry Patten |            |                            |            |   |    |                         |        |        |        |        |  |
|  | 1          | Marcelo Arévalo Mate Pavić    | 7          | 7                          |            |   |    |                         |        |        |        |        |  |

### Grupa Bob Bryan
|   |                                 | Arévalo Pavić    | Bolelli Vavassori | Bopanna Ebden         | Krawietz Pütz         | RR C–P | Set C–P      | Game C–P       | Clasament |
| 1 | Marcelo Arévalo Mate Pavić      |                  | 6–3, 3–6, [10–3]  | 7–5, 6–3              | 3–6, 4–6              | 2–1    | 4–3 (57.14%) | 30–29 (50.85%) | 2         |
| 4 | Simone Bolelli Andrea Vavassori | 3–6, 6–3, [3–10] |                   | 6–2, 6–3              | 5–7, 4–6              | 1–2    | 3–4 (42.86%) | 30–28 (51.72%) | 3         |
| 6 | Rohan Bopanna Matthew Ebden     | 5–7, 3–6         | 2–6, 3–6          |                       | 7–5, 6–7(6–8), [10–7] | 1–2    | 2–5 (28.57%) | 27–37 (42.19%) | 4         |
| 8 | Kevin Krawietz Tim Pütz         | 6–3, 6–4         | 7–5, 6–4          | 5–7, 7–6(8–6), [7–10] |                       | 2–1    | 5–2 (71.43%) | 37–30 (55.22%) | 1         |

### Grupa Mike Bryan
|   |                                    | Granollers Zeballos   | Koolhof Mektić        | Purcell Thompson | Heliövaara Patten | RR C–P | Set C–P      | Game C–P       | Clasament |
| 2 | Marcel Granollers Horacio Zeballos |                       | 6–4, 6–7(6–8), [8–10] | 6–7(14–16), 3–6  | 6–7(2–7), 4–6     | 0–3    | 1–6 (14.29%) | 31–38 (44.93%) | 4         |
| 3 | Wesley Koolhof Nikola Mektić       | 4–6, 7–6(8–6), [10–8] |                       | 6–7(1–7), 3–6    | 6–4, 3–6, [10–12] | 1–2    | 3–5 (37.5%)  | 30–36 (45.45%) | 3         |
| 5 | Max Purcell Jordan Thompson        | 7–6(16–14), 6–3       | 7–6(7–1), 6–3         |                  | 6–7(3–7), 5–7     | 2–1    | 4–2 (66.67%) | 37–32 (53.62%) | 2         |
| 7 | Harri Heliövaara Henry Patten      | 7–6(7–2), 6–4         | 4–6, 6–3, [12–10]     | 7–6(7–3), 7–5    |                   | 3–0    | 6–1 (85.71%) | 38–30 (55.88%) | 1         |

Ordinea este determinată de: 1. numărul de victorii; 2. numărul de meciuri; 3. în caz de egalitate doi jucători, rezultat head-to-head; 4. în caz de egalitate trei jucători, procentul de seturi câștigate, apoi procentul de jocuri câștigate, apoi rezultat head-to-head; 5. clasament ATP.